# Fenyvessy Jeromos
Fenyvessy Jeromos Károly (Fendrik, Vámoscsalád, 1915. április 19. – Köln, 1970. március 15.) magyar római katolikus pap, Domonkos-rendi szerzetes, író, költő, műfordító, könyvkiadó.

## Élete
Fenyvessy Jeromos 1940-ben született a Vas vármegyei Vámoscsaládon, Fendrik Károly néven. Vezetéknevét 1940-ben magyarosította Fenyvessyre, művei pedig Csermely Károly név alatt is megjelentek. A soproni bencés gimnáziumban érettségizett, majd belépett a Domonkos-rendbe. Teológiai és filozófiai tanulmányait a budapesti Pázmány Péter Tudományegyetemen végezte, majd 1940-ben pappá szentelték. 1945-ben filozófiából doktorált. A zürichi és bonni egyetemeken irodalmat, művészettörténetet és régészetet tanult, majd Kölnben a Domonkos-rendi Studium Generalén keresztény szociológiát is végzett, ahol később tanított is.
Első versei a Csillagunk és a Zászlónk című diáklapokban jelentek meg, később számos novellát írt. A második világháború alatt és után számos magyar folyóirat munkatársa volt, a Piroskönyv, a Credo, a Katholikus Szemle, a Magyar Vetés folyóiratok, a Nemzeti Újság és a szombathelyi Nyugati Kis Újság című katolikus napilapok szerzőjeként is dolgozott.
1947-től a vasvári rendház könyvtárosa volt, majd 1948-ban végleg Németországba emigrált, és Kölnben telepedett le. Zürichben Amerikai Magyar Kiadó néven, Kölnben Magyar-Német Irodalmi Szolgálat néven alapított kiadót, melynek vezérigazgatója lett. Kiadója csaknem 6800 könyvet és füzetet adott ki, más kiadókkal közösen pedig mintegy 2000 művet jelentetett meg. Jelentős pénzgyűjtési akciókat vitt végbe, például 1949 karácsonyán 15 ezer vagyonos németnek küldött adománykérő levelet, így 40 ezer márkát szerzett, illetve egy ízben 600 ezer Mindszenty-levelezőlapot küldött szét értelmiségieknek. A gyűjtött összegeket az emigráns magyar irodalom és a Domonkos-rend támogatására költötte, valamint kiadója saját nyomdát is nyithatott, illetve házat vásárolt, ahol művelődési központot alakított ki.
Számos előadókörutat tett, melynek során a magyar emigránsok körében szervező tevékenységet is folytatott. Nyolcszor járt az Egyesült Államokban és Kanadában, két alkalommal Dél-Amerikában, illetve kétszer Ausztráliában és Új-Zélandon. Utazásairól számos útleírást jelentetett meg, illetve Kölntől Kölnig címmel írt könyvet, melyet a Lufthansa is támogatott, és magyarul, angolul és németül összesen ötmillió példányban jelent meg. Részt vett az emigráns írók alkotta Vörösmarty Irodalmi Kör létrehozásában, és alapítója volt az egyetlen magyar emigráns irodalmi elismerésnek, a Vörösmarty Irodalmi Díjnak. Alapítója és munkatársa volt emellett a Szétszórt Parazsak, a Pásztortűz és az 1953-ban alapított Új Hungária című lapoknak is, amelyeket anyagilag is támogatott. Az emigráció ismert és elismert alakjaként 1970-ben halt meg Kölnben.

## Főbb művei
- Fatornyos kisfalu (Eger, 1942)
- Isten tenyerén (versek, Bp., 1946)
- A dómok énekelnek (Bp., 1947)
- A Rábaköz (Vác, 1948)
- Svájci képeskönyv (útirajz, Köln, 1951)
- Kölntől Kölnig (München, 1958)
- Szétszórt magyarok a felhőkarcolók alatt (riportok, München, 1962)